# Turning Point (Mario)
Turning Point è il secondo album del cantante statunitense Mario, pubblicato in tutto il mondo il 7 dicembre 2004.

## Tracce
1. "18" (feat.Cassidy) (Prod. by Drama Family Ent.)
2. "Let Me Love You" written by Ne-Yo
3. "Couldn't Say No" (Prod. by Scott Storch)
4. "Boom" (feat.Juvenile) (Prod. by Lil John)
5. "How Could You" written by J. Valentine
6. "Girl I Need" (Feat.Baby Cham) (Prod.by Harold Lilly)
7. "Call the Cops" (Prod. by Scott Storch)
8. "Here I Go Again" (Prod by Drama Family Ent.)
9. "Nikes Fresh Out the Box"
10. "Directions"
11. "Like Me Real Hard"
12. "Shakedown"
13. "Let Me Love You" (Remix)(Feat. Jadakiss & T.I.) (produced by Scott Storch)

## UK Bonus Tracks
1. "Whiz"
2. "Just a Friend 2002"
3. "C'Mon"

## Canzoni non pubblicate
1. "Body Talk" - 3:30*written by Edwin "Lil' Eddie" Serrano
2. "That Girl" - 2:38*
3. "She's It" (featuring Fear) - 4:24*
4. "My Name Is Mario" - 4:11*
5. "Tameeka" (featuring Fabolous) - 3:30*